# Elena Viviani
Elena Viviani (Sondalo, 10 ottobre 1992) è una pattinatrice di short track italiana.

## Biografia
È cresciuta atleticamente nel ASD Bormio Ghiaccio, segnalandosi sin da giovane per i suoi risultati. Nel 2014 ha rappresentato l'Italia ai Giochi olimpici di Soči.
Il 18 febbraio si aggiudica la medaglia di bronzo nella staffetta 3000m femminile dello short track insieme alle compagne Arianna Fontana, Lucia Peretti e Martina Valcepina.

## Palmarès

### Olimpiadi
- 1 medaglia:
  - 1 bronzo (staffetta 3000 m a Soči 2014).

### Campionati mondiali
- 2 medaglie:
  - 2 bronzi (staffetta a Montréal 2014; staffetta a Mosca 2015).

### Campionati europei
- 2 medaglie:
  - 2 bronzi (staffetta a Soči 2016; staffetta a Danzica 2021).